# Solo (Shiva)
Solo è il secondo album in studio del rapper italiano Shiva, pubblicato il 26 marzo 2018 dalla Honiro Label.

## Tracce
1. Il mio nome – 3:43
2. Ragazzi miei – 3:26
3. Acciaio (feat. Mostro) – 3:17
4. Diego – 4:10
5. Teste di cazzo (feat. Giaime) – 3:36
6. Fuoco – 2:59
7. Barrio (feat. Nerone & Oni One) – 4:26
8. Esse – 3:22
9. Lassù (feat. Sercho) – 3:48
10. Polvere – 3:28